# Histoire d'un crime
Histoire d'un crime je francouzský krátký němý film z roku 1901. Režisérem je Ferdinand Zecca (1864–1947). Film trvá zhruba pět minut.
Film je považován za první kriminální film v historii kinematografie.

## Děj
Muž se vloupá do banky, kde při loupeži bodne pokladníka-strážce. O něco později je zatčen policií ve společnosti kurtizán, kde rozhazuje ukradené peníze. Když ho strážníci zavedou do márnice, kde uvidí mrtvolu pokladníka, žádá o odpuštění, ale nakonec je odveden do vězení. Když spí ve své cele na posteli, ohlédne se za nejdůležitějšími etapami svého života a probudí se. Do kobky vzápětí přijde několik mužů včetně kněze, kteří ho venku svážou a položí pod gilotinu, která ukončí jeho život.